# LeftRightLeftRightLeft
LeftRightLeftRightLeft é o segundo álbum ao vivo da banda Coldplay, lançado gratuitamente na Internet em 2009. O álbum foi gravado durante a turnê para divulgar o CD Viva la Vida or Death and All His Friends em 2008. O disco foi distribuído a cada pessoa que comprasse um ingresso para um show da Viva la Vida Tour. Segundo Chris Martin, os ingressos são caros e é uma forma de agradecer aos fãs. Em um período de seis dias, 3,5 milhões de pessoas já haviam baixado o álbum como foi divulgado na página oficial da banda no Twitter.
O álbum foi gravado ao longo de diversos shows de 2008.
A capa do álbum tem uma borboleta verde na frente e uma borboleta cor de rosa atrás. Referem-se aos confetes em forma de borboleta usados nos shows durante a execução da música "Lovers in Japan".

## Lista de faixas
| N.º | Título                                                 | Duração |  |
| 1.  | "Glass of Water"                                       | 4:43    |  |
| 2.  | "42"                                                   | 4:52    |  |
| 3.  | "Clocks"                                               | 4:40    |  |
| 4.  | "Strawberry Swing"                                     | 4:16    |  |
| 5.  | "The Hardest Part/Postcards from Far Away"             | 4:15    |  |
| 6.  | "Viva la Vida"                                         | 5:24    |  |
| 7.  | "Death Will Never Conquer" (Will Champion, nos vocais) | 1:39    |  |
| 8.  | "Fix You"                                              | 5:38    |  |
| 9.  | "Death and All His Friends"                            | 4:22    |  |